# Illuminazioni
(A. Rimbaud, Illuminations, «Une matinée couverte...»)
Illuminazioni (nell'originale francese, Illuminations) è una raccolta di poemi in prosa di Arthur Rimbaud.
Il titolo, che lascia intendere il significato di visioni del veggente (illuminato), trasfigurazioni del mondo, probabilmente è inglese, considerato il sottotitolo Miniature colorate, letteralmente  'coloured plates', incisioni colorate nel senso di illustrazioni a colori.
Pubblicate dal 13 maggio al 14 giugno 1886 sulla rivista La Vogue, poi in volume con prefazione di Verlaine, furono composte forse dalla fine del 1872 al 1874.
L'arte delle Illuminazioni è volutamente spoglia, ingenua e quasi infantile, come disse Verlaine, ed è anche linguaggio cifrato e sibillino, in cui la coscienza e l'irrazionale si sovrappongono. Le considerazioni di Michael Riffaterre  circa alcuni testi visionari di Victor Hugo descrivono efficacemente l'enigmaticità onirica della creazione rimbaldiana: «Il  problema non è mai risolto; il mistero non è mai chiarito. Nella forma, ciò ha come conseguenza il fatto che il poema non può mai essere limitato ad un'interpretazione unica e che esso conserva indefinitamente il suo potere efficace di catalizzatore dell'immaginazione, il prestigio dell'occulto.»
L'opera ha esercitato una grande influenza su tutta la poesia successiva e colloca il suo autore tra i precursori immediati del surrealismo.
(dalla Lettera del Veggente 15 maggio 1871- Arthur Rimbaud)

## I brani
La raccolta non fu voluta e quindi ordinata dal poeta, ma dal successivo ritrovamento di suoi manoscritti sparsi su fogli e foglietti occasionali. Si tratta di 42 brani che compongono l'opera vera e propria e dettagliatamente:
- Après le Déluge (Dopo il Diluvio)
- Enfance (Infanzia)
- Conte (Racconto)
- Parade (Parata)
- Antique (Antico)
- Being Beauteous
- Vies (Vite)
- Départ (Partenza)
- Royauté (Regalità)
- À une Raison (A una Ragione)
- Matinée d'Ivresse (Mattinata d'Ebbrezza)
- Phrases (Frasi)
- Ouvriers (Operai)
- Les ponts (I Ponti)
- Ville (Città)
- Ornières (Carreggiate)
- Villes (Città)
- Vagabonds (Vagabondi)
- Villes (Città)
- Veillées (Veglie)
- Mystique (Mistica)
- Aube (Alba)
- Fleurs (Fiori)
- Nocturne vulgaire (Notturno volgare)
- Marine (Marina)
- Fête d'Hiver (Festa d'inverno)
- Angoisse (Angoscia)
- Métropolitain (Metropolitano)
- Barbare (Barbaro)
- Solde (Liquidazione)
- Fairy
- Guerre (Guerra)
- Jeunesse (Giovinezza)
- Promontoire (Promontorio)
- Scènes (Scene)
- Soir historique (Sera storica)
- Bottom
- H
- Mouvement (Movimento)
- Dévotion (Devozione)
- Démocratie (Democrazia)
- Génie (Genio)

Rire des enfants, discrétion des esclaves, austérité des vierges, horreur des figures et des objets d'ici, sacrés soyez-vous par le souvenir de cette veille. Cela commençait par toute la rustrerie, voici que cela finit par des anges de flamme et de glace.»
Riso dei fanciulli, discrezione degli schiavi, austerità delle vergini, orrore dei volti e degli oggetti di qui, siate santificati dal ricordo di questa veglia. Era cominciata molto rozzamente, ecco che finisce con angeli di fiamma e di ghiaccio.»
(A. Rimbaud, Illuminations, Matinées d'ivresse)